# Mały Otik
Mały Otik (cz. Otesánek) – czesko-japońsko-brytyjska czarna komedia z 2000 roku w reżyserii Jana Švankmajera. Obraz otrzymał kilka nominacji do Czeskich Lwów, z czego zdobył dwie nagrody: za najlepszy film roku i za najlepszą scenografię.

## Fabuła
Film opowiada surrealistyczną historię małżeństwa bezskutecznie starającego się o dziecko. Żona bardziej niż mąż nie może pogodzić się z tą sytuacją. Pewnego dnia mąż kobiety znajduje antropomorficznych kształtów pieniek drewna przypominający dziecko, w którym dostrzega szansę ukojenia bólu żony wynikającego z niespełnionego macierzyństwa. Żona, obdarzając znalezisko miłością i opieką tak jakby to była żywa istota, doprowadza do ożywienia pieńka. Otik (po polsku Ociosanek), bo tak go nazwali, zaczyna jak każde dziecko domagać się jedzenia. Pozorne szczęście szybko przeradza się w dramat, gdyż Otik okazuje się dzieckiem o trudnym do zaspokojenia apetycie.

## Obsada
Źródło: Filmweb
- Kristina Adamcová – Alzbetka
- Pavel Nový – Ojciec Alzbetki
- Jaroslava Kretschmerová – Matka Alzbetki
- Jan Hartl – Karel
- Veronika Žilková – Bozena
- Jitka Smutná – Bulankova
- Arnošt Goldflam – Ginekolog

i inni.